# EDIF
EDIF (Format d'intercanvi de disseny electrònic) és un format neutral per a proveïdors basat en expressions S en què emmagatzemar llistes de xarxes i esquemes electrònics. Va ser un dels primers intents d'establir un format d'intercanvi de dades neutral per a la indústria de l'automatització del disseny electrònic (EDA). L'objectiu era establir un format comú del qual es poguessin derivar els formats propietaris dels sistemes EDA. Quan els clients necessitaven transferir dades d'un sistema a un altre, calia escriure traductors d'un format a un altre. A mesura que es va multiplicar el nombre de formats (N), el problema del traductor es va convertir en un problema de N quadrats. L'expectativa era que amb EDIF es pogués reduir el nombre de traductors al nombre de sistemes implicats.
Els representants de les empreses EDA Daisy Systems, Mentor Graphics, Motorola, National Semiconductor, Tektronix, Texas Instruments i la Universitat de Califòrnia, Berkeley van establir el Comitè de Direcció EDIF el novembre de 1983. Més tard, Hilary Kahn, professora d'informàtica a la Universitat de Manchester, es va unir a l'equip i va dirigir el desenvolupament des de la versió EDIF 2 0 0 fins a la versió final 4 0 0.

## Sintaxi
El format general de l'EDIF implica l'ús de parèntesis per delimitar les definicions de dades, i d'aquesta manera s'assembla superficialment a Lisp. Els testimonis bàsics d'EDIF 2.0.0 eren paraules clau (com ara biblioteca, cel·la, instància, etc.), cadenes (delimitades amb cometes dobles), nombres enters, constants simbòliques (p. ex. GENERIC, TIE, RIPPER per a tipus de cel·les) i "Identificadors", que són etiquetes de referència formades a partir d'un conjunt molt restringit de caràcters. EDIF 3.0.0 i 4.0.0 van deixar caure les constants simbòliques completament, utilitzant paraules clau. Per tant, la sintaxi d'EDIF té una base bastant senzilla. Un fitxer EDIF típic té aquest aspecte:
```
(
edif
 
fibex
 
(
edifVersion
 
2
 
0
 
0
)

 
(
edifLevel
 
0
)
 
(
keywordMap
 
(
keywordLevel
 
0
))

 
(
status
 
(
written
 
(
timeStamp
 
1995
 
1
 
1
 
1
 
1
 
1
)
 
(
program
 
"xxx"
 
(
version
 
"v1"
))))

 
(
library
 
xxx
 
(
edifLevel
 
0
)

 
(
technology
 
(
numberDefinition
 
(
scale
 
1
 
(
e
 
1
 
-6
)
 
(
unit
 
distance
))))

 
(
cell
 
dff_4
 
(
cellType
 
generic
)

 
(
view
 
view1
 
(
viewType
 
netlist
)

 
(
interface

 
(
port
 
aset
 
(
direction
 
INPUT
))

 
(
port
 
clok
 
(
direction
 
INPUT
))

 
...

 
(
cell
 
yyy
 
(
cellType
 
generic
)

 
(
view
 
schematic_
 
(
viewType
 
netlist
)

 
(
interface

 
(
port
 
CLEAR
 
(
direction
 
INPUT
))

 
(
port
 
CLOCK
 
(
direction
 
INPUT
))
 
...
)

 
(
contents

 
(
instance
 
I_36_1
 
(
viewRef
 
view1
 
(
cellRef
 
dff_4
)))

 
(
instance
 
(
rename
 
I_36_3
 
"I$3"
)
 
(
viewRef
 
view1
 
(
cellRef
 
addsub_4
)))

 
...

 
(
net
 
CLEAR

 
(
joined

 
(
portRef
 
CLEAR
)

 
(
portRef
 
aset
 
(
instanceRef
 
I_36_1
))

 
(
portRef
 
aset
 
(
instanceRef
 
I_36_3
))))

 
...

```